# Housenice čínská
Housenice čínská (Ophiocordyceps sinensis, původně Cordyceps sinensis) je druh houby parazitující na larvách hmyzu. Roste v Tibetu, Nepálu a Bhútánu v nadmořských výškách přes 3000 metrů. Místní obyvatelé ji nazývají „jarca günbu“.
Nejčastějším hostitelem houby jsou housenky můry Hepialus armoricanus. V teplém období se spory dostanou do jejich těla, houba získává živiny z těla oběti a postupně nahrazuje její tkáň vlastním myceliem. V zimě se housenka zahrabe pod zem a zahyne, z jejího mumifikovaného těla pak vyroste na jaře plodnice houby. Plodnice je tmavě hnědá a dosahuje délky 4–10 cm.
Tibetští horalové vydělávají na sběru housenice, která je v tradiční čínské medicíně užívána pro celkové posílení organismu a zpomalení stárnutí. Úspěchy čínských běžkyň na dlouhé tratě v devadesátých letech 20. století byly vysvětlovány právě konzumací těchto hub.